# Paul Schnoeck
Paul Schnoeck, né en 1901, est un footballeur allemand naturalisé français évoluant au poste de défenseur.

## Palmarès
- Vainqueur de la Coupe de France 1927 avec l'Olympique de Marseille.